# Пианкалара
Пианкалара — царь Куша (Нубия) около 362—342 г.г. до н. э.
Предполагают, что Пианкалара был захоронен в Эль-Курри (пирамида № 1).